# Pelmatosilpha kevani
Pelmatosilpha kevani är en kackerlacksart som beskrevs av Karlis Princis 1955. Pelmatosilpha kevani ingår i släktet Pelmatosilpha och familjen storkackerlackor. Inga underarter finns listade i Catalogue of Life.